# Dobruška
Dobruška település Csehországban, Rychnov nad Kněžnou-i járásban. Dobruška Val, Pohoří, Opočno, Chlístov, Bačetín, Vršovka, Podbřezí, Semechnice, Dobré, Bohuslavice és Nové Město nad Metují településekkel határos. Lakosainak száma 6557 fő (2024. január 1.).

## Népesség
A település lakosságának változását az alábbi diagram mutatja:
| Lakosok száma | 4783 | 4851 | 5334 | 4736 | 6982 | 7181 | 6791 | 6727 | 6518 | 6557 |
|               | 1869 | 1890 | 1921 | 1950 | 1980 | 2001 | 2017 | 2019 | 2022 | 2024 |